# 注文津港海戦
注文津港海戦（チュムンジンこうかいせん）もしくは注文津沖海戦（チュムンジンおきかいせん）とは、朝鮮戦争中の1950年7月2日に発生した海戦である。朝鮮戦争初期に国連軍陣営として参戦したアメリカとイギリスの海軍が北朝鮮の朝鮮人民軍海軍と戦った最初の戦闘で、国連軍が日本海の制海権を掌握し支配するきっかけとなった。一方、北朝鮮は朝鮮人民軍海軍の小艦隊がアメリカ海軍の艦隊を撃退したと主張している。

## 戦闘
1950年6月25日に朝鮮戦争が勃発すると、江原道方面でも朝鮮人民軍が一斉に南下し、大韓民国軍は南への退却を強いられた。江原道江陵郡（現在の江陵市）北部にある注文津（チュムンジン）の港も北朝鮮側に占領された。国連軍は陸軍の増援に先立って海軍を投入し、朝鮮人民軍の上陸を防ぐために警戒を開始した。
1950年7月2日、アメリカ海軍の巡洋艦「ジュノー」とイギリス海軍のスループ「ブラックスワン」、そしてイギリス海軍の軽巡洋艦「ジャマイカ」が朝鮮半島の日本海側沿岸を航行中、弾薬船団10隻の護衛を終えたばかりの北朝鮮の魚雷艇と砲艦に遭遇した。北朝鮮の魚雷艇は国連軍の艦船へ攻撃を開始したが、魚雷が発射される前に、国連軍の艦船から一斉射撃が浴びせられ、魚雷艇のうち3隻が破壊された。生き残った北朝鮮の船は逃走した。翌朝、ジュノーは注文津港に逃げた弾薬船を発見し、全て撃沈させた。

## 結果と影響
注文津港海戦は朝鮮海峡海戦とともに朝鮮戦争勃発直後に行われた最も代表的な海戦である。これらの戦闘で韓国軍と国連軍はいずれも北朝鮮軍に勝利を収めながら制海権を掌握した。そのため、北朝鮮軍は海上を通じた大規模な侵入と上陸作戦を諦めざるを得なかった上、海上を通じた輸送もできず、軍需品の補給も困難になった。

## 北朝鮮のプロパガンダ
北朝鮮の平壌にある祖国解放戦争勝利記念館には、注文津港海戦において朝鮮人民軍海軍の高速魚雷艇が金君玉の指揮の下、アメリカ海軍の重巡洋艦「ボルチモア」を撃沈したと主張するいくつかの展示物がある。しかし、ボルチモアは1946年から1951年までアメリカ海軍の予備艦となり、ワシントン州ブレマートンでモスボールとなっていたため、1950年にはどの戦闘にも参戦しなかった。そのためこれは事実ではなく捏造であり、北朝鮮が敗北を覆い隠すために行ったプロパガンダ宣伝である。ちなみに、ボルチモアは1951年に再就役した際、太平洋ではなく大西洋の艦隊に配属され、朝鮮戦争が停戦した2年後の1955年になって太平洋艦隊に編入された。1971年2月15日に海軍のリストから抹消された後、1972年4月10日にオレゴン州ポートランドのZidell Ship Dismantling Companyに売却され、同年9月にスクラップになった。